# Jovita Neliupšienė

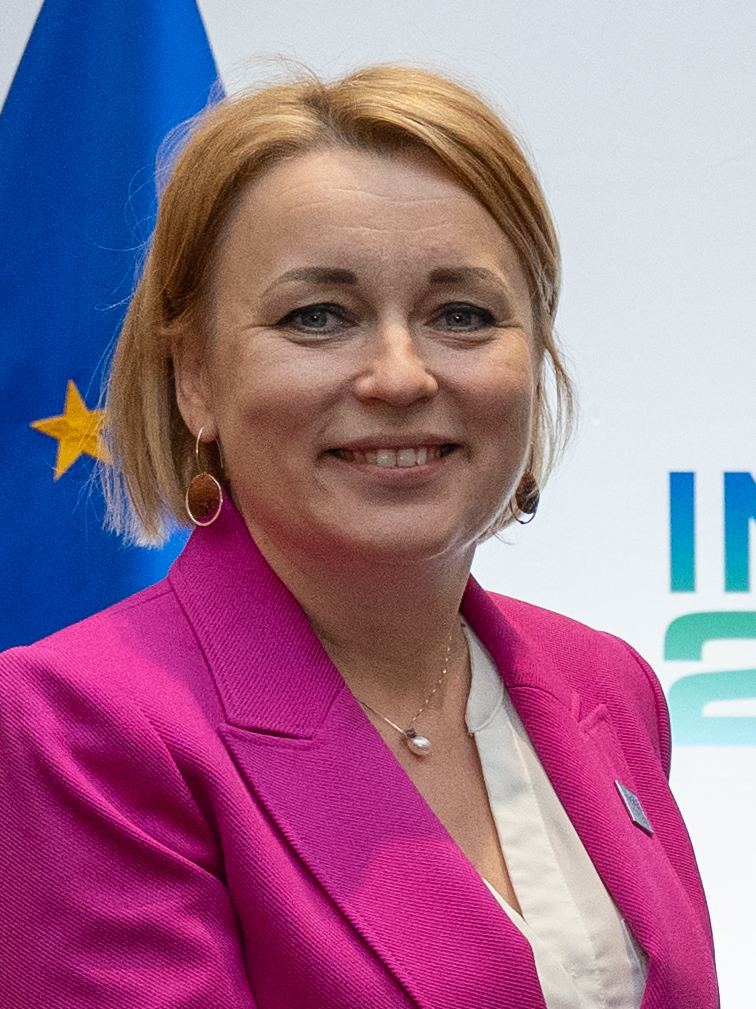
Jovita Neliupšienė (2024)

Jovita Neliupšienė (geb. Pranevičiūtė; * 3. Januar 1980 in Panevėžys) ist eine litauische Politikerin und Diplomatin, Botschafterin, Politikwissenschaftlerin.

## Leben
Nach dem Abitur 1998 am Vytautas Žemkalnis Gymnasium Panevėžys absolvierte Jovita Pranevičiūtė von 1998 bis 2002 das Bachelorstudium, von 2002 bis 2004 das Masterstudium der Politikwissenschaft und promovierte 2009  über Belarus und die Ukraine (zum Thema Tautinė savimonė ir valstybingumo formavimasis: NVS  šalių patirtis: Baltarusijos ir Ukrainos atvejų analizė) an der Universität Vilnius. Von 2000 bis 2004 studierte sie Rechtswissenschaft an der  Mykolas-Romeris-Universität in der litauischen Hauptstadt Vilnius.
Ab 2009 lehrte Neliupšienė als Dozentin (Kurse wie Belarus studies) am Institut für Internationale Beziehungen und Politikwissenschaften der Universität Vilnius. 2012 löste sie Darius Semaška als Chefberater (Leiter der Gruppe für Außenpolitik) von Dalia Grybauskaitė, der Präsidentin der Republik Litauen, ab. Von August 2015 bis 2020 war sie Litauische Botschafterin bei der Europäischen Union und von 2020 bis 2022  Vizeministerin am Wirtschaftsministerium Litauens, Stellvertreterin von Aušrinė Armonaitė. Von 2022 bis 2023 war sie  Stellvertreterin von Gabrielius Landsbergis am Außenministerium im  Kabinett Šimonytė. Seit 2024 ist sie Leiterin der Delegation der Europäischen Union in den Vereinigten Staaten.
Neliupšienė gehört zu den 89 Personen aus der Europäischen Union, gegen die Russland, wie Ende Mai 2015 bekannt wurde, ein Einreiseverbot verhängt hat.
Jovita Neliupšienė ist verheiratet.